# Jonas Larholm
Jonas Erik Larholm (Göteborg, 1982. június 3. –) olimpiai ezüstérmes svéd válogatott kézilabdázó, az IK Sävehof játékosa.
A 2012-es londoni olimpián nyert ezüstérmet a svéd válogatott tagjaként.